# Melkweg
Melkweg (ang. Milky Way) – popularny klub muzyczny i centrum kultury mieszczące się w Amsterdamie przy ulicy Lijnbaansgracht w pobliżu Leidseplein.

## Historia
Budynek powstał w XVIII wieku. Mieścił się tu zakład mleczarski, który funkcjonował do kwietnia 1969 roku. 17 lipca 1970 obiekt został otwarty jako centrum rozrywki dla młodzieży pod nazwą Galaxy. Składał się on między innymi z restauracji, kina oraz teatru. Od 1972 roku, lokal funkcjonuje pod nazwą Melkweg (pol. Droga Mleczna).
W latach 80. klub cieszył się dużą popularnością ruchu hippisowskiego. W latach 90. klub przeszedł gruntowny remont. W 1995 roku wybudowano nową salę koncertową. W 2000 kino i teatr przeszły gruntowną renowację.
Swoje koncerty dawali tu między innymi: Budgie, The Cure, U2, Ramones, The Sisters of Mercy, Soundgarden, Nirvana, Morbid Angel, Paradise Lost, The Smashing Pumpkins, Pearl Jam, Izzy Stradlin, Stone Temple Pilots, Radiohead, Fish, Tool, Bush, Sepultura, Yoko Ono, Glenn Hughes, King Diamond, Mercyful Fate, Rammstein, Dream Theater, Deftones, Björk, Robbie Williams, The Melvins, Incubus, Soulfly, Queens of the Stone Age, Placebo, Black Label Society, Fishbone, Foo Fighters, Slipknot, Coldplay, Robert Plant, Nightwish, Staind, Mudhoney, Our Lady Peace, Muse, Damageplan, Beastie Boys, Alter Bridge, Machine Head, Mastodon, Gov’t Mule, Trivium, Megadeth, Melanie C, Bad Religion, Skinny Puppy, Opeth, Seether, Children of Bodom, Arctic Monkeys, Rise Against, Bullet for My Valentine, Stone Sour, Chris Cornell, Steve Vai, Volbeat, Serj Tankian, Apocalyptica, Simple Plan, Down, Katty Perry, The Prodigy, Papa Roach, Alice in Chains, Lamb of God, Lady Gaga, In Flames, Arch Enemy, Airbourne, Theory of a Deadman, Ghost, Extreme, Biohazard, Halestorm, Behemoth, Skid Row.

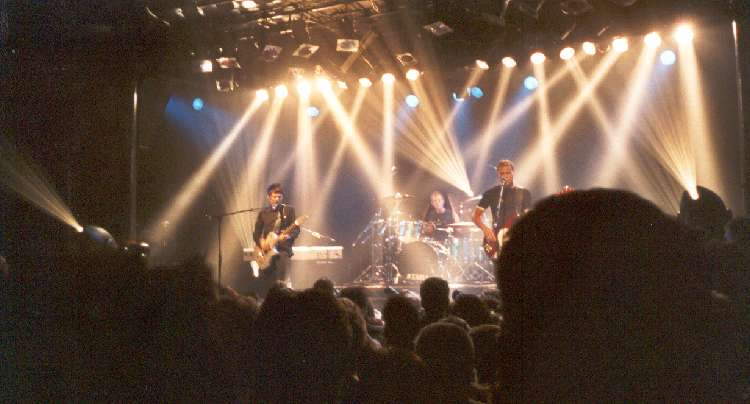
Muse podczas koncertu w klubie